# Eltingshausen
Eltingshausen es una fracción del municipio alemán de Oerlenbach, ubicada en el distrito de Bad Kissingen, en la región administrativa de la Baja Franconia, en el Estado federado de Baviera. 

## Ubicación geográfica
Eltingshausen se ubica al noroeste de Oerlenbach. La distancia entre ambas poblaciones se ha ido acortando con el derrollo urbano hasta llegar al punto actual en que existe una continuidad entre ambas. 
Al oeste de Eltinsghausen se ubica la autopista A71 que une a Schweinfurt con Erfurt y posee un ingreso en Oerlenbach.

## Historia
El 8 de octubre de 777 se menciona una "fontana de Elting". Esta mención se encuentra en el inventario de bienes que la abadía de Fulda había adquirido. Existe otra mención del año 838 que refiere a un noble de nombre Elting. El nombre actual se encuentra por primera vez en una cédula del año 1234 que menciona como testigo a un Albertus de Eltingshausen. 
- Datos: Q1334118
- Multimedia: Eltingshausen / Q1334118

1. ↑  Worldpostalcodes.org, código postal n.º 97714.